# إميلي فانينغ
إميلي فانينغ (بالإنجليزية: Emily Fanning)‏ مواليد 13 يونيو 1995 في نيوزيلندا، هي لاعبة كرة مضرب نيوزلندية. أعلى تصنيف لها في الفردي كان 1039. أعلى تصنيف لها في الزوجي كان 966.

## النهائيات

### الزوجي (1–0)
| الحصيلة | الرقم | التاريخ       | الدورة                   | الأرضية | الشريك        | المنافس                    | النتيجة  |
| ------- | ----- | ------------- | ------------------------ | ------- | ------------- | -------------------------- | -------- |
| الفوز   | 1.    | 20 أغسطس 2012 | سان لويس بوتوسي، المكسيك | صلبة    | أنيت كونتافيت | إيرين كلارك إليزابيث فيريس | 6–0, 6–3 |

## روابط خارجية
- إميلي فانينغ على موقع رابطة محترفات التنس (الإنجليزية)
- إميلي فانينغ على موقع الاتحاد الدولي لكرة المضرب (الإنجليزية)
- إميلي فانينغ على موقع كأس بيلي جين كينغ (الإنجليزية)
- إميلي فانينغ على موقع خلاصة التنس.كوم (الإنجليزية)
- إميلي فانينغ على موقع إي إس بي إن.كوم (الإنجليزية)